# Kruispuntbank van Ondernemingen
De Kruispuntbank van Ondernemingen (KBO) is een Belgische federale instelling (in het Frans: Banque-Carrefour des Entreprises) binnen de federale overheidsdienst FOD Economie, opgericht door de wet van 16 januari 2003. De Kruispuntbank beheert de officiële databank van de Belgische overheid van alle ondernemingen, alle natuurlijke personen die een economische activiteit uitoefenen, en van rechtspersonen die in België al dan niet economisch actief zijn (vennootschappen, verenigingen zonder winstoogmerk (vzw's), stichtingen, verenigingen van mede-eigenaars (VME's) enzovoort). De benaming onderneming moet hier dus in zeer ruime zin geïnterpreteerd worden.  De Kruispuntbank vervangt het vroegere handelsregister. 
De Kruispuntbank van Ondernemingen is belast met het opnemen, het bewaren, het beheren en het ter beschikking stellen van de gegevens die betrekking hebben op de identificatie van deze ondernemingen en hun gemandateerden.
Alle handels-, niet-handels (vrije beroepen) en ambachtsondernemingen zijn verplicht om zich vóór de aanvang van hun activiteiten te laten inschrijven in de Kruispuntbank van Ondernemingen bij een ondernemingsloket naar keuze. Het registreren van de activiteiten is niet onbelangrijk, omdat ondernemingen bij het indienen van een vordering ook de KBO-geregistreerde activiteiten door moeten geven. Lange tijd was het zo dat, indien een activiteit niet in de KBO was geregistreerd, de vordering onontvankelijk was. Deze regel werd in het kader van de gerechtelijke achterstand echter afgeschaft. Echter kan men nog steeds strafrechtelijke geldboetes opleggen. Dergelijke boetes lopen op tot 10.000 euro.
De Kruispuntbank is via een publieke website toegankelijk voor opzoekingen. In het kader van e-government worden ook alle overheidsdiensten die toegang hebben tot de Kruispuntbank, verondersteld de ondernemingsgegevens niet langer bij de ondernemingen zelf op te vragen. Het kan dus zowel geraadpleegd worden door ondernemingen en door derden. Beheerders van ondernemingen kunnen sommige administratieve gegevens zelf aan passen door zich te identificeren via het eID.

## Ondernemingsnummer
Het ondernemingsnummer vormt de unieke sleutel ter identificatie van de ingeschreven onderneming of persoon, ook voor de inkomstenbelasting. Het bestaat uit een 0 of een 1, gevolgd door 9 cijfers. Het btw-nummer bestaat uit datzelfde ondernemingsnummer, voorafgegaan door de vermelding ‘BTW BE’.
De laatste 2 cijfers zijn het controlegetal. Dit wordt berekend door het voorgaande getal van acht cijfers te delen door 97. De rest van deze deling ("modulo") wordt van 97 afgetrokken.
Voorbeeld: Een onderneming heeft ondernemingsnummer 1234.567.894, 12345678 gedeeld door 97 is 12345675+3. Het verschil van 97 en de rest levert 97 - 3 = 94 op.